# Spagna ai Giochi della XXVIII Olimpiade
La Spagna partecipò ai Giochi della XXVIII Olimpiade, svoltisi ad Atene, Grecia, dal 13 al 29 agosto 2004, con una delegazione di 317 atleti impegnati in ventisette discipline.

## Medaglie
| Medaglia | Atleta                                                               | Sport            | Evento                            |
| -------- | -------------------------------------------------------------------- | ---------------- | --------------------------------- |
| Oro      | Gervasio Deferr                                                      | Ginnastica       | Volteggio maschile                |
| Oro      | Xabier Fernández Iker Martínez                                       | Vela             | 49er maschile                     |
| Oro      | David Cal                                                            | Canoa/kayak      | C1 1000 m maschile                |
| Argento  | Rafael Trujillo                                                      | Vela             | Finn maschile                     |
| Argento  | Sandra Azón Natalia Vía Dufresne                                     | Vela             | 470 femminile                     |
| Argento  | David Cal                                                            | Canoa/kayak      | C1 500 m maschile                 |
| Argento  | María Quintanal                                                      | Tiro             | Trap femminile                    |
| Argento  | Beatriz Ferrer-Salat Juan Antonio Jimenez Ignacio Rambla Rafael Soto | Equitazione      | Dressage a squadre                |
| Argento  | Conchita Martínez Virginia Ruano Pascual                             | Tennis           | Doppio femminile                  |
| Argento  | Joan Llaneras                                                        | Ciclismo         | Corsa a punti maschile            |
| Argento  | José Antonio Escuredo                                                | Ciclismo         | Keirin maschile                   |
| Argento  | José Antonio Hermida                                                 | Ciclismo         | Cross country maschile            |
| Argento  | Javier Bosma Pablo Herrera                                           | Beach volley     | Beach volley maschile             |
| Argento  | Paquillo Fernández                                                   | Atletica leggera | Marcia 20 km maschile             |
| Bronzo   | Patricia Moreno                                                      | Ginnastica       | Corpo libero femminile            |
| Bronzo   | Sergi Escobar                                                        | Ciclismo         | Inseguimento individuale maschile |
| Bronzo   | Carlos Castano Sergi Escobar Asier Maeztu Carlos Torrent             | Ciclismo         | Inseguimento a squadre maschile   |
| Bronzo   | Manuel Martínez Gutiérrez                                            | Atletica leggera | Getto del peso maschile           |
| Bronzo   | Joan Lino Martínez                                                   | Atletica leggera | Salto in lungo maschile           |
| Bronzo   | Beatriz Ferrer-Salat                                                 | Equitazione      | Dressage individuale              |

### Medagliere per discipline
| Sport            | Oro | Argento | Bronzo | Totale |
| ---------------- | --- | ------- | ------ | ------ |
| Vela             | 1   | 2       | 0      | 3      |
| Canoa/kayak      | 1   | 1       | 0      | 2      |
| Ginnastica       | 1   | 0       | 1      | 2      |
| Ciclismo         | 0   | 3       | 2      | 5      |
| Atletica leggera | 0   | 1       | 2      | 3      |
| Beach volley     | 0   | 1       | 0      | 1      |
| Tennis           | 0   | 1       | 0      | 1      |
| Equitazione      | 0   | 1       | 0      | 1      |
| Tiro             | 0   | 1       | 0      | 1      |
| Totale           |     |         |        |        |

## Risultati

### Pallacanestro
- Uomini

| Atleta | Classifica |
| --- | ---------- |
| V · D · M Nazionale spagnola - Pallacanestro ai Giochi della XXVIII Olimpiade - Torneo maschile 4 Gasol · 5 Iturbe · 6 Comas · 7 Navarro · 8 Calderón · 9 Reyes · 10 Jiménez · 11 Yebra · 12 Dueñas · 13 Fernández · 14 de la Fuente · 15 Garbajosa · All. Mario Pesquera | 7°         |
| Nazionale spagnola - Pallacanestro ai Giochi della XXVIII Olimpiade - Torneo maschile |            |
| 4 Gasol · 5 Iturbe · 6 Comas · 7 Navarro · 8 Calderón · 9 Reyes · 10 Jiménez · 11 Yebra · 12 Dueñas · 13 Fernández · 14 de la Fuente · 15 Garbajosa · All. Mario Pesquera                                                                                                 |            |

- Donne

| Atleta | Classifica |
| --- | ---------- |
| V · D · M Nazionale spagnola - Pallacanestro ai Giochi della XXVIII Olimpiade - Torneo femminile 4 Blanco · 5 Sánchez · 6 Palau · 7 Martínez · 8 Fernández · 9 Valdemoro · 10 Aguilar · 11 García · 12 Pons · 13 Ferragut · 14 Cebrián · 15 Pascua · All. Vicente Rodríguez | 6°         |
| Nazionale spagnola - Pallacanestro ai Giochi della XXVIII Olimpiade - Torneo femminile |            |
| 4 Blanco · 5 Sánchez · 6 Palau · 7 Martínez · 8 Fernández · 9 Valdemoro · 10 Aguilar · 11 García · 12 Pons · 13 Ferragut · 14 Cebrián · 15 Pascua · All. Vicente Rodríguez                                                                                                  |            |

### Pallanuoto
- Uomini

| Atleta | Classifica |                   |
| --- | --- | ----------------- |
| V · D · M Nazionale maschile spagnola di pallanuoto · Giochi olimpici - Atene 2004 Rollán · Andreo · Pedrerol · Marcos · Molina · García · Hernández · Moro I · Ballart · Gómez · Pérez · Sánchez · Moro D · CT : Juan Jané Giralt | 6° |                   |
| Nazionale maschile spagnola di pallanuoto · Giochi olimpici - Atene 2004 | |                   |
| Rollán · Andreo · Pedrerol · Marcos · Molina · García · Hernández · Moro I · Ballart · Gómez · Pérez · Sánchez · Moro D · CT: Juan Jané Giralt                                                                                     | Rollán · Andreo · Pedrerol · Marcos · Molina · García · Hernández · Moro I · Ballart · Gómez · Pérez · Sánchez · Moro D · CT: Juan Jané Giralt | Spagna (bandiera) |